# Tendencia evolutiva
En biología evolutiva, se denomina tendencias evolutivas a aquellos cambios evolutivos que se producen dentro de un linaje  y que presentan cierta direccionalidad.  
Las tendencias evolutivas pueden hacer referencia a patrones evolutivos muy generales o a cambios específicos de ciertos grupos taxonómicos. George Gaylord Simpson fue uno de los primeros biólogos evolutivos en señalar la existencia de tendencias evolutivas de carácter general:

Hay una tendencia al incremento y a la radiación hacia todas las formas posibles de vida, un principio de adición y multiplicación. Dentro de los phyla, y en forma creciente en los grupos menores, es frecuente un principio de substitución: remplazo de los grupos antiguos pos otros más recientes. también hay extinción: principio de substracción casi universal entre determinados grupos, menos frecuente en los grados de organización más elevados y que prácticamente no actúa en los niveles más altos.
Simpson, 1951, p.31